# مهدي حسن (مغني)
مهدي حسن (بالإنجليزية: Mehdi Hassan)‏ (و. 1927 – 2012 م) هو مغني، من باكستان، ولد في راجستان، توفي في كراتشي، عن عمر يناهز 85 عاماً.

## جوائز
حصل على جوائز منها:
- ستارة الامتياز (2013)
- هلال الامتياز
- جائزة نگار [الإنجليزية]‏
- فخر الأداء.

## وصلات خارجية
- مهدي حسن على موقع IMDb (الإنجليزية)
- مهدي حسن على موقع ميوزك برينز (الإنجليزية)
- مهدي حسن على موقع ديسكوغز (الإنجليزية)